# Eric Wennström
Eric Verner Wennström, född 10 mars 1909 i Kungsholms församling i Stockholm, död 8 oktober 1990 i Essinge församling i Stockholm, var en svensk friidrottare (häcklöpning). Han tävlade till och med 1931 för Westermalms IF och sedan för Stockholmspolisens IF, och utsågs 1929 till Stor grabb nummer 68 i friidrott. År 1932 slutade han med idrott. Han blev sedermera polis i Stockholm och arbetade bland annat vid mordkommissionen.

## Meriter
Wennström hade världsrekordet på 110 m häcklöpning åren 1929 till 1934 och det svenska rekordet 1929 till 1938. 
Han vann SM-guld på 110 meter häck 1927, 1929 och 1931.
Vid Olympiska spelen 1928 blev han utslagen i semifinal på 110 meter häck.